# Hipoteza biegu wytrwałego
Hipoteza biegu wytrwałego to założenie, że ewolucję niektórych cech ludzkich można wytłumaczyć jako przystosowanie do biegu na znaczne odległości. Hipoteza sugeruje, że bieg wytrwały odgrywał ważną rolę dla wczesnych hominidów w pozyskiwaniu żywności. Naukowcy zaproponowali, że bieg wytrwały bierze swe początki jako adaptacja do wyszukiwania padliny, a następnie do polowania uporczywego.

## Adaptacje anatomiczne i fizjologiczne

### Bieganie a chodzenie
Wiele badań ukierunkowanych zostało na wyjaśnienie ewolucji mechaniki chodu dwunożnego u ludzi. Jednak niewiele badań przeprowadzono w celu wyjaśnienia, w jaki sposób pojawiły się szczególne dostosowania do biegania oraz jak wpłynęły one na ewolucję człowieka.
Kilka badań, które koncentrowały się na bieganiu człowieka dostarcza sporo dowodów na istnienie funkcji i struktur organizmu, które poprawiają jedynie funkcję biegania i nie są wykorzystywane w chodzeniu. Co sugeruje, że to bieganie było adaptacją, a nie jedynie pochodną chodzenia.
Bieganie i chodzenie wykorzystują odmienne mechanizmy. Chodzenie wymaga "odwróconego wahadła", gdzie środek masy ciała jest przesunięty nad wyprostowaną nogę aby wymieniać energię potencjalną i kinetyczną przy każdym kroku. Bieganie polega na mechanizmie "sprężystego przenoszenia masy" do wymiany energii potencjalnej i kinetycznej, z zastosowaniem ścięgien i więzadeł. Ścięgna i więzadła to tkanki elastyczne, które przechowują energię. Są one rozciągane, a następnie uwalniają energię wskutek odrzutu. Takie rozwiązanie powoduje mniejsze koszty energetyczne przy wyższych prędkościach, a zatem jest bardziej wydajne niż odwrócone wahadło w mechanice chodzenia podczas poruszania się z większymi prędkościami. Natomiast w trakcie chodzenia ścięgna i więzadła nie dają takich korzyści.
Jakkolwiek mechanizm "sprężystego przenoszenia masy" może być bardziej korzystny energetycznie przy wyższych prędkościach, to również powoduje wzrost sił reakcji podłoża i jest mniej stabilny, ponieważ powoduje kołysanie kończyn i korpusu. Siły reakcji podłoża i kołysanie ciała stanowią mniejszy problem w chodzie spacerowym, gdzie położenie środka masy ciała waha się mniej, co w naturalny sposób sprawia, że chód jest stabilniejszy. W odpowiedzi na destabilizację w kroku biegowym ciało człowieka wydaje się być dostosowane do zwiększonej stabilizacji, a także w odniesieniu do mechanizmu "sprężystego przenoszenia masy" w ogóle. Niżej opisane adaptacje są dowodem selekcji naturalnej w kierunku biegu wytrwałego.

### Materiał dowodowy w budowie szkieletowej
Wielu badaczy porównuje strukturę szkieletów wczesnych hominidów takich jak australopitek do tych z rodzaju Homo w celu identyfikacji różnic strukturalnych, które mogą być istotne dla biegu wytrwałego.
Więzadło karkowe: Ponieważ głowa jest oddzielona od ramion, wcześni ludzie potrzebowali sposobu na stabilizację głowy. Więzadło karkowe jest istotną cechą wyewoluowaną w celu stabilizacji głowy. Rozpoczyna się na linii środkowej potylicy i łączy się z górną częścią mięśnia czworobocznego. To więzadło jest również ważne w kategoriach znalezisk archeologicznych, ponieważ pozostawia małe wcięcie i grzbiet w czaszce, co pozwala naukowcom sprawdzić, czy różne gatunki posiadały więzadło karkowe. Możliwość zobaczenia śladów więzadeł w znaleziskach archeologicznych jest rzadkością, ponieważ rozkładają szybko i często nie pozostawiają żadnych śladów. W przypadku więzadła karkowego ślad jego istnienia pokazuje grzbiet w czaszce. Ponieważ ani czaszki australopiteka, ani małp człekokształtnych nie posiadają takiego grzbietu, stwierdzono, że funkcja ta jest unikalna dla Homo.
Stabilizacja ramion i głowy: Szkielet człowieka różni się od wczesnych hominidów ponieważ posiada mniej połączeń między obręczą barkową, ramionami i górną częścią pleców oraz głową, co byłoby korzystne dla wspinaczki, ale utrudniałoby ruchy górnej części ciała potrzebne do naprzemiennego ruchu nóg i, co za tym idzie, stabilizowania ciała i głowy w czasie biegu. Stabilizacja ta jest zbędna podczas chodzenia.
Długość i masa kończyn: Człowiek ma dłuższe nogi w stosunku do masy ciała, co pomaga zmniejszyć koszty energetyczne biegu, gdy czas kontaktu z podłożem zwiększa się. U ludzi mniejsza jest również masa dystalnych części kończyn, co zmniejsza metaboliczne koszty biegu wytrwałego, ale ma niewielki wpływ na chodzenie. Ponadto masa ciała w kończynach górnych ludzi zmniejszyła się znacznie w stosunku do całkowitej masy ciała, co ma znaczenie w zmniejszeniu wysiłku przy stabilizacji ramion w biegu.
Powierzchnia stawów: Ludzie są przystosowani do absorpcji przez strukturę szkieletu ogromnych obciążeń i sił wyzwalanych podczas biegu. Siła oddziaływania na organizm może osiągać 3-4-krotność masy ciała w trakcie biegu wytrwałego, poddając strukturę szkieletową wielkim obciążeniom. Aby zredukować te obciążenia u ludzi zwiększyła się powierzchnia stawów w stosunku do masy ciała, by siły rozłożyły się na większym obszarze powierzchni, szczególnie w dolnej części ciała. Dostosowanie to, pozwalające ludziom absorbować ogromne siły i obciążenia szkieletu, nie są widoczne w konstrukcji szkieletu australopiteka.
Łuk podeszwowy: Łuk podeszwowy w ludzkiej stopie pełni funkcję elastycznej sprężyny, która generuje energię w biegu, ale nie w chodzie. Skamieniałości stóp australopiteka pokazują tylko częściowe łuki, co sugeruje mniejszą zdolność sprężynowania. Aby mechanizm sprężynujący łuku podeszwowego działał w pełni, musi być również ograniczony obrót w części tylnej i przedniej stopy. Ograniczenie to wynika ze zwiększenia kości palców i zagęszczonych struktur stawowych śródstopia u ludzi, co pojawiło się dopiero u Homo habilis.
Guz piętowy i ścięgno Achillesa: Badacze odkryli korelację między długością guza piętowego a długością ścięgna Achillesa. Ponieważ krótsza długość guza piętowego skutkuje dłuższym ścięgnem Achillesa, więcej energii kinetycznej jest konwertowane do energii potencjalnej, co przekłada się na lepszą ekonomię biegu. Porównania pomiędzy neandertalczykami i ludźmi współczesnymi ujawniają, że dostosowanie to było nieobecne u neandertalczyków, prowadząc badaczy do wniosku, że zdolność do biegu wytrwałego, w tym dobrze rozwinięte ścięgna Achillesa, rozwinęły się dopiero u rodzaju Homo.
Krótsze palce: Palce człowieka są proste i bardzo krótkie w stosunku do wielkości ciała w porównaniu do innych zwierząt. W biegu palce podpierają 50 do 75% masy ciała u ludzi. Krótsze palce to mniej pracy mechanicznej, co jest korzystniejsze ekonomicznie podczas biegu. Kosztem jest zmniejszona moc i chwytność. Jednak korzyści wydają się przeważać te koszty, bo palce nóg Australopithecus afarensis były krótsze od palców małp człekokształtnych, ale 40% dłuższe niż u współczesnych ludzi, co oznacza, że istnieje tendencja do krótszych palców w miarę jak gatunki naczelnych oddalają się od nadrzewnego trybu życia.

### Stabilizacja
Kanały półkoliste: Kanał półkolisty, trzy kostne kanały ucha wewnętrznego, znajdujące się w błędniku, jest ważne do wykrywania ruchów obrotowych głowy, a tym samym odgrywa istotną rolę w utrzymaniu równowagi, wykrywania i koordynacji ruchów. Badania porównawcze wykazały, że zwierzęta z większymi kanałami półkolistymi są w stanie wyczuć większy zakres ruchów głowy i dlatego mają większą szybkość i elastyczność. U neandertalczyków kanały te są zredukowane, natomiast rozbudowane u współczesnych ludzi, co sugeruje, że dostosowanie to jest odpowiedzią na zwiększenie częstotliwości biegu wytrwałego.
Odruchy przedsionkowo-oczne: Odruchy te są wykonywane przez mięśnie oka, które wyczuwają ruchy kątowe głowy i dostosowują ruchy gałek ocznych w celu ustabilizowania obrazu. To była ważna adaptacja do biegania ponieważ pozwoliła ludziom widzieć wyraźniej podczas biegania.
Mięśnie pośladkowe: Gluteus maximus u Homo erectus jest znacznie większy niż u australopiteka. Służy on do stabilizacji tułowia podczas biegu, natomiast mięśnie tej wielkości i o takiej sile nie są konieczne do chodzenia.
Odcinek biodrowy kręgosłupa: Człowiek ma poszerzone obszary krzyżowe i tylne biodrowe kręgosłupa w celu większego przyczepienia mięśni. Obszary te są stosowane do stabilizowania korpusu oraz zmniejszania wybicia ciała naprzód powodowanego przez wykonywanie kroków.

### Zwiększona wydajność
Termoregulacja: Oprócz osiągnięć w strukturze szkieletowej i stabilizacji, adaptacje, które doprowadziły do zwiększonej efektywności odprowadzania ciepła były kluczowe w rozwoju wytrzymałości u ludzi. Czas, przez jaki zwierzę może biec, zależy od jego zdolności do odprowadzania większej ilości ciepła które wytworzyło aby uniknąć śmiertelnych temperatur.
- Chłodzenie przez odparowanie: większość ssaków, w tym u ludzi, polega na chłodzeniu przez odparowanie w celu utrzymania temperatury ciała.
- Pocenie a dyszenie: Większość średnich i dużych ssaków ochładza ciało dysząc, natomiast ludzie pocą się przez skórę. Zalety dyszenia to zimniejsza powierzchnia skóry, mniejsze straty soli i straty ciepła przez wymuszoną konwekcję zamiast polegania na wietrze lub innych środkach konwekcji. Z drugiej strony zaletą pocenia się jest odparowywanie na znacznie większej powierzchni i to niezależnie od oddychania, co jest znacznie bardziej elastycznym sposobem chłodzenia podczas intensywnej aktywności, takiej jak bieganie.
- Przewaga człowieka: Ponieważ gruczoły potowe człowieka są na wyższym poziomie kontroli neuronalnej niż w przypadku innych gatunków, pozwalają na wydzielanie większej ilości potu na jednostkę powierzchni niż jakikolwiek inny gatunek. Rozproszenie ciepła późniejszych hominidów było także wzmocnione przez redukcję owłosienia[10]. Przez pozbycie się izolującego futra biegnący ludzie są w stanie lepiej rozprowadzać ciepło generowane podczas wysiłku.

Oddychanie: Oprócz lepszej termoregulacji u hominidów ewoluował również ulepszony sposób oddychania, zgodnego z wymaganiami biegania.
- Czworonogi a ludzie: Ze względu na ich orientację, oddychanie u czworonożnych ssaków ma wpływ na naprężenia mięśni i szkieletu generowanych podczas biegu. Kości i mięśnie klatki piersiowej są nie tylko odpowiedzialne za pochłanianie wstrząsów ale również narażone na ciągłe sprężania i rozprężania w czasie cyklu biegu. Z powodu tego ruchu, czworonogi są ograniczone do jednego oddechu na cykl ruchu, a tym samym muszą koordynować te dwie czynności[10]. Ta ścisła koordynacja następnie przekłada się na inne ograniczenie: określoną prędkość biegu, która jest energetycznie najbardziej korzystna. Pionowa orientacja dwunożnych hominidów jednak uwalnia ich od tego ograniczenia. Ponieważ ich jamy klatki piersiowej nie są bezpośrednio skompresowane ani zaangażowane w ruch, hominidy są w stanie płynnie zmieniać rytm oddechu[10]. Ta elastyczność przyczynia się do szerszego zakresu energetycznie korzystnych prędkości biegu.

### Akumulacja i wykorzystanie energii
W okresach długotrwałego wysiłku zwierzęta są zależne od kombinacji dwóch źródeł paliwa: glikogenu przechowywanego w mięśniach i wątrobie oraz tłuszczu. Ponieważ glikogen jest łatwiej utlenić niż tłuszcz, jest wyczerpywany jako pierwszy. Jednakże w dłuższych okresach wysiłku zapotrzebowanie na energię wymaga by to zapas tłuszczu był wykorzystany jako paliwo. Jest to prawdziwe dla wszystkich ssaków, ale hominidy, a następnie współcześni ludzie mają tę zaletę, że są w stanie zmienić swoją dietę, aby sprostać tym wymaganiom energetycznym.
Oprócz elastyczności w wykorzystaniu energii, u hominidów wyewoluowały powiększone tarczyca i nadnercza, co pozwala im wykorzystać energię z węglowodanów i kwasów tłuszczowych łatwiej i skuteczniej. Organy te są odpowiedzialne za uwalnianie hormonów adrenaliny, noradrenaliny, hormonu adrenokortykotropowego, glukagonu i tyroksyny. Większe gruczoły pozwalają na większą produkcję tych kluczowych hormonów, a w konsekwencji maksymalizację wykorzystania zapasów paliwa.
Elastyczność w diecie i zoptymalizowane zużycie paliwa podpierają wcześniej wspomniane stwierdzenie, że w przeciwieństwie do czworonogów hominidy nie mają jednej energetycznie optymalnej prędkości biegu. Dla czworonogów zwiększenie prędkości biegu oznacza zwiększone zapotrzebowanie na tlen i kalorie. Ze względu na strukturę szkieletu i dwunożność hominidy swobodnie mogą biec energicznie w szerszym zakresie prędkości, utrzymując stały poziom zużycia energii na około 4,1 MJ na 15 km. W ten sposób ich wykorzystanie energii jest znacznie usprawnione.

## Bieg wytrwały i polowanie uporczywe
Polowanie uporczywe jest "formą polowania pościgowego, w którym ludzie wykorzystują bieg wytrwały podczas upalnego południa w celu doprowadzenia zwierząt do przegrzania i wyczerpania aby można je było łatwo zabić". Często kwestionuje się wiarygodność hipotezy polowania uporczywego argumentacją, że łuk, strzały i inne technologie były o wiele bardziej efektywne. Jednak w paleolicie włócznie były tylko zaostrzonymi kawałkami drewna, a hominidy nie zaczęły jeszcze używać narzędzi. Brak włóczni i łuków oznaczał, że mogli polować tylko z bardzo bliska – z odległości od 6 do 10 metrów. Hominidy musiały więc opracować sposób ugodzenia zdobyczy z bliskiej odległości, jednocześnie samym unikając poważnych obrażeń ciała. Polowanie uporczywe ułatwia zabijanie zwierząt przez uprzednie doprowadzenie ich do wyczerpania, tak, by uniknąć groźnego odwetu.
Myśliwi tacy polują w środku dnia, gdy jest najgoręcej. Łowcy wybierają pojedynczą ofiarę i gonią ją z prędkością pomiędzy jej kłusem a galopem, co jest niezwykle nieefektywne dla zwierzęcia. Myśliwy kontynuuje wielogodzinną pogoń, w tym czasie mogąc stracić z oczu zwierzę. W takim wypadku myśliwy śledzi ofiarę po tropach i korzysta z wiedzy o niej, aby kontynuować pościg. Zwierzę w końcu przegrzewa się i nie jest w stanie kontynuować ucieczki. Człowiek, który nie przegrzewa się tak szybko, gdyż ma doskonałe możliwości termoregulacji, jest wówczas w stanie ugodzić obezwładnioną i bezbronną ofiarę.

### Śledzenie
Ze względu na złożoność tropienia uciekającego zwierzęcia, metody śledzenia musiały być warunkiem wstępnym wykorzystania biegu wytrwałego w polowaniu uporczywym. Naukowcy zakładają, że wczesne metody śledzenia zostały opracowane na otwartym, słabo zarośniętym terenie, takim jak pustynia Kalahari w południowej Afryce. To "systemowe śledzenie" polega po prostu na podążaniu za śladami zwierząt i było najprawdopodobniej wykorzystywane do śledzenia gatunków stepowych na miękkim podłożu. Szczątki sugerują, że podczas wczesnej epoki kamienia, hominidy używały systemowego śledzenia do wyszukiwania średniej wielkości padliny pośród szaty roślinnej, ale też do polowania na antylopy w bardziej otwartych stepach. Od środkowej do później epoki kamienia metody śledzenia rozwinęły się w coś, co jest określane jako "śledzenie spekulacyjne". Gdy tropów nie można łatwo znaleźć i śledzić, ludzie przewidywali, gdzie ślady można było najprawdopodobniej znaleźć i interpretowali inne oznaki by zlokalizować zdobycz. Ta zaawansowana metoda śledzenia pozwoliła na pozyskiwanie zwierzyny w zróżnicowanym terenie, co uwiarygodnia wykorzystanie biegu wytrwałego w polowaniu uporczywym.

### Przykłady myśliwych
Chociaż dokładne datowanie i metody polowania uporczywego są trudne do zbadania, mamy dostępne opisy współczesnych myśliwych polujących w ten sposób. Plemiona na pustyni Kalahari w Botswanie są znane z wykorzystania biegu wytrwałego do przeszukiwania terenu celem znalezienia padliny i do polowania na zwierzynę. Na otwartym terenie plemiona !Xo i /Gwi biegają za powolnymi zwierzętami, takimi jak mrówniki i jeżozwierze, natomiast w cieplejszej części dnia ich celem są takie zwierzęta, jak antylopy eland, kudu (zob. kudu małe i wielkie), oryks, bawolec krowi, dujker, stenbok, gepard, karakal i żbiki afrykańskie. Wskazuje się również, że Tarahumara w Meksyku oraz Pajutowie i Nawahowie w południowo-zachodnich Stanach Zjednoczonych używają polowania uporczywego do chwytania zdobyczy, w tym jeleni i widłorogów. Aborygeni w Australii znani są z polowania na kangury w podobny sposób. Ze względu na zwiększoną dostępność do broni, wyżywienia, urządzeń do śledzenia i pojazdów silnikowych, można argumentować, że polowanie uporczywe nie jest już skuteczną metodą polowania na zwierzęta dla zdobycia żywności. Istnieją jednak przykłady praktyk występujących obecnie: !Xo i /Gwi w środkowej Kalahari wciąż praktykują polowanie uporczywe i opracowali jego bardzo inteligentne i zaawansowane metody. Podobnie rosyjski ród Łykow, który żył w odosobnieniu przez 40 lat, również stosował polowanie uporczywe z powodu braku broni.

### Różnice sezonowe
Afrykańskie plemiona !Xo i /Gwi maksymalizują efektywność polowania uporczywego przez skupianie się na określonych gatunkach w różnych porach roku. W porze deszczowej główny cel to stenbok, dujker i oryks, ponieważ mokry piasek rozwiera ich kopyta i usztywnia ich stawy. Polowanie na początku pory deszczowej jest szczególnie korzystne, ponieważ suche liście tworząc "kamyki" w żołądkach zwierząt, powodują biegunki. Sztywność stawów i suboptymalne trawienie osłabiają zwierzynę i staje się ona łatwiejszym celem. Dla odmiany w porze suchej myśliwi tropią kudu, eland i czerwone bawolce, ponieważ te gatunki męczą się łatwiej w luźnym piasku. Myśliwi mówią, że najlepszy czas na polowanie uporczywe jest pod koniec pory suchej, kiedy zwierzęta są źle odżywione i dlatego łatwiej doprowadzić je do wyczerpania. Poprzez branie na cel najbardziej w danym sezonie bezbronnych ofiar, myśliwi zmaksymalizowali zalety biegu wytrwałego.

### Warunki / parametry
1. Polowanie uporczywe musi być prowadzone w ciągu dnia, gdy jest gorąco, aby zwierzę się przegrzewało.
2. Człowiek musiał być w stanie tropić zwierzę, ponieważ tracił je z oczu podczas pościgu.
3. Takie długie polowanie wymaga dużych ilości źródeł odżywczych: wody, soli i glikogenu.
4. Choć wskaźnik sukcesu zarejestrowanych polowań uporczywych jest bardzo wysoki (około 50%), nieudane polowania są bardzo kosztowne. Dlatego też potrzebny jest system społeczny, w którym członkowie dzielą się jedzeniem tak, by niefortunni myśliwi mogli pożyczyć żywność od innych, gdy to konieczne.

## Krytyka
Chociaż istnieją dowody potwierdzające selekcję morfologii człowieka w kierunku poprawy umiejętności biegu wytrwałego, istnieje spór o to, czy ekologiczne zalety tropienia padliny i polowania uporczywego były siłą napędową tych zmian.
Większość argumentów przeciwko praktykom polowania uporczywego i śledzenia padliny są związane z faktem, że paleohabitat i paleoekologia wczesnego człowieka temu nie sprzyjały. Uważa się, że najwcześniejsi ludzie mieszkali w Afryce na terenach trawiasto-leśnych. Środowisko to składało się z otwartych użytków zielonych, jak również z części z gęstą roślinnością – teren pośredni między lasem a otwartą sawanną. Obecność takiego leśnego pokrycia zmniejsza widoczność i wymaga umiejętności tropienia. Powoduje to problemy dla hipotezy polowania uporczywego i biegania w celu znalezienia padliny.

### Argumenty przeciwko polowaniu uporczywemu
Kopytne, jak wiadomo z dowodów archeologicznych, były głównym łupem wczesnego człowieka, a ze względu na ich wielką prędkość, mogły one z łatwością prześcignąć wczesnych hominidów. Szybkość kopytnych w połączeniu ze zmienną widocznością w terenie trawiasto-leśnym oznaczała, że polowanie przez bieg wytrwały wymagało zdolności do śledzenia zdobyczy. Pickering i Bunn twierdzą, że tropienie jest częścią skomplikowanego zestawu umiejętności poznawczych, którego wczesne hominidy nie posiadały, a nawet jeśli śledzili ślady krwi pozostawione przez zranione zwierzę – co mogło być w zakresie zdolności poznawczych, zdolność do wytworzenia technologii pocisków penetrujących była nieobecna u wczesnych hominidów.
Sugeruje się, że współcześni łowcy w Afryce nie używają polowania uporczywego jako metody zdobywania pokarmu i najczęściej rezygnują z pościgu, gdy tropione ślady znikają wśród roślinności. Rzadkie grupy myśliwych, które okazjonalnie uczestniczą w polowaniu uporczywym są w stanie to zrobić ze względu na bardzo gorące i otwarte otoczenie. Po takim polowaniu wymagany jest pełny dzień odpoczynku i regeneracji, tak więc wysiłek ten znacznie odbija się na ciele, czyniąc z nich sporadyczne przedsięwzięcia.
W końcu krytycy badań Liebenberga nad współczesnym polowaniem uporczywym ujawnili, że większość polowań nie odbywała się spontanicznie, a „pod publikę” i tylko niektóre z tych polowań były udane, a to głównie dzięki czynnikom zewnętrznym, jak możliwość zatrzymania się i napełnienia butli wodą.
Odpowiedź na tę krytykę została sformułowana przez Liebermana.

### Argumenty przeciwko szukaniu padliny
Proponowaną korzyścią biegu wytrwałego w szukaniu padliny jest zdolność wczesnych hominidów do konkurowania z powodzeniem z innymi padlinożercami w zdobyciu źródła pożywienia. Badania paleoantropologiczne sugerują jednak, że siedlisko trawiasto-leśne tworzyło środowisko o niskiej konkurencyjności. Z powodu słabej widoczności padlina nie była łatwa do odnalezienia przez mięsożerne ssaki, więc ludzie nie mieli presji konkurencyjnej.
Konrad Fiałkowski i Tadeusz Bielicki, m.in. autorzy książki Homo przypadkiem sapiens, zdecydowanie sprzeciwiają się hipotezom, że wczesny człowiek był padlinożercą, a jego wytrwały bieg był przystosowaniem do poszukiwania padliny lub ucieczki przed drapieżnikami. Twierdzą (przytaczając podobne opinie innych naukowców), że co najmniej od czasu Homo habilis hominid był przede wszystkim łowcą. Homo erectus-drapieżnik nie konkurował z padlinożercami, lecz z innymi drapieżnikami, lepiej przystosowanymi do zabijania ofiar polowania i szybszymi, jednak znacznie mniej wytrwałymi. Naukowcy dowodzą, że szczególnie doniosłym przystosowaniem Homo do „polowań uporczywych” („na wycieńczenie”) były zmiany struktury OUN, które „przypadkowo” stały się preadaptacją do rozwoju umysłu. Padlina (świeżo padłe zwierzęta) mogła być tylko uzupełnieniem pożywienia Homo. Wykazano, że jest bardzo mało prawdopodobne, aby brak w ludzkich kwasach żołądkowych aminokwasów zabijających śmiercionośne bakterie padliny (obecnych w sokach współczesnych padlinożerców) można było wyjaśnić nieznanym procesem skierowanej przeciw nim bardzo silnej selekcji, zachodzącej w stosunkowo krótkim okresie dzielącym współczesnego człowieka od H. erectus.